# Xerraire de pit taronja
El xerraire de pit taronja (Garrulax annamensis) és un ocell de la família dels leiotríquids (Leiothrichidae).

## Hàbitat i distribució
Viu entre la malesa del bosc del centre del Vietnam, al sud d'Annam.